# Lac Sake
Pour les articles homonymes, voir Sake.
Le lac Sake est un lac du Rwanda, situé dans le sud de la Province de l’Est. Il porte le nom de la ville de Sake.